# Isfrid z Ratzeburgu
Svatý Isfrid z Ratzeburgu byl premonstrátský kníže-biskup z Ratzeburgu.

## Životopis
Isfrid byl kanovníkem kláštera Cappenberg ve Vestfálsku. Roku 1159 byl jmenován proboštem v Jerichowě. Tam rovněž dokončil stavbu románského kolegiátního kostela Panny Marie a svatého Mikuláše. V roce 1179 vystřídal Evermoda z Ratzeburgu na postu třetího ratzeburského biskupa.
Zasloužil se o obnovu shořelého kláštera Floreffe u belgického města Namuru. Později vysvětil kolegiátní kostel v Belgii. Starobylé kroniky ze Stederburgu ho představují jako moudrého, pokorného a statečného.
Isfrid z Ratzeburgu zemřel dne 15. června roku 1204. V ten samý den se rovněž slaví i jeho památka.